# Садибний будинок П. Сніжка
Садибний будинок Пармена Сніжка (помилково названий Садибний будинок міського голови Амосова через те, що в ньому проживав Глухівський міський голова в 1914—1917 роках Володимир Аммосов) — пам'ятка архітектури місцевого значення (охоронний № 352-См) початку XX століття. Розташована на східній околиці історичного середмістя Глухова Сумської області на розі вулиць Київської та Вознеесенської за адресою вулиця Вознесенська, 46.

## Історія
Збудований в 1910-х роках як власний садибний будинок Пармена Сніжка. Через те, що в ньому проживав Глухівський міський голова в 1914—1917 роках Володимир Аммосов пам'ятку помилково назвали садибний будинок Глухівського міського голови Володимира Аммосова (правнук Артемія Терещенка). Насправді це колишній будинок поміщика Пармена Миколайовича Сніжко. У ніч на 14 січня 1918 року червоноармійцями, які вступили в місто під керівництвом матроса Циганка Аммосов і його зять, офіцер Брусилов, були розстріляні у дворі будинку.
У період військового комунізму тут розміщувався повітовий продовольчий комітет (серед населення звався російською «упродком»). У 1930-ті
роки в цьому будинку розташовувалася водолікарня. В ній працював лікар Тамуріді (грек за національністю).
З початком німецько-радянської війни 17 липня 1941 року народним комісаріатом охорони здоров'я у складі Харківського військового округу було створено ЕШ № 3449. Він розташовувався у приміщеннях районної поліклініки (нині — приміщення ЗОШ I—III ступенів № 3 м. Глухова) та водолікарні. Першим начальником шпиталю призначили Тютькала, а потім його замінив лікар 1-го рангу А. Є. Коханов. З наближенням фашистів до Глухова наприкінці серпня 1941 року всі ці шпиталі з міста були евакуйовані.
У 1941 році звідси вирушали на фронт сформовані з мобілізованих медичних працівників медичні бригади. Після війни тут був госпіталь, потім тубдиспансер, зараз — Центр дитячої та юнацької творчості.
З початком окупації восени 1941 року на території водолікарні та районної лікарні було розгорнуто шпиталь для хворих та поранених військовополонених, що перебували в таборі. Ініціатором створення шпиталю був завідувач медичною дільницею залізничної станції лікар С. В. Сербін. У шпиталі також працювали лікаркою О. М. Петрова та випущені з табору для військовополонених лікарі І. М. Мусаєв, Крупинський та інші. Щоб не відправляти військовополонених, що одужали до табору їх намагалися переправляти до партизанів або знаходити притулок у сім'ях глухівчан. Деякі залишалися працювати при лікарні. З понад 300 поранених та хворих, що лікувалися за два роки окупації у лікарні померло 148. З них 122 прізвища було встановлено. Померлих ховали на території лікарні, зараз аптечного складу обласної бази спеціального медичного постачання. За декілька днів до визволення міста у серпні 1943 року поранені бійці, котрі могли рухатись, та сам лікар Сербін були вивезені до партизанів.
Пам'ятка використовується Центром дитячої та юнацької творчості.

## Опис

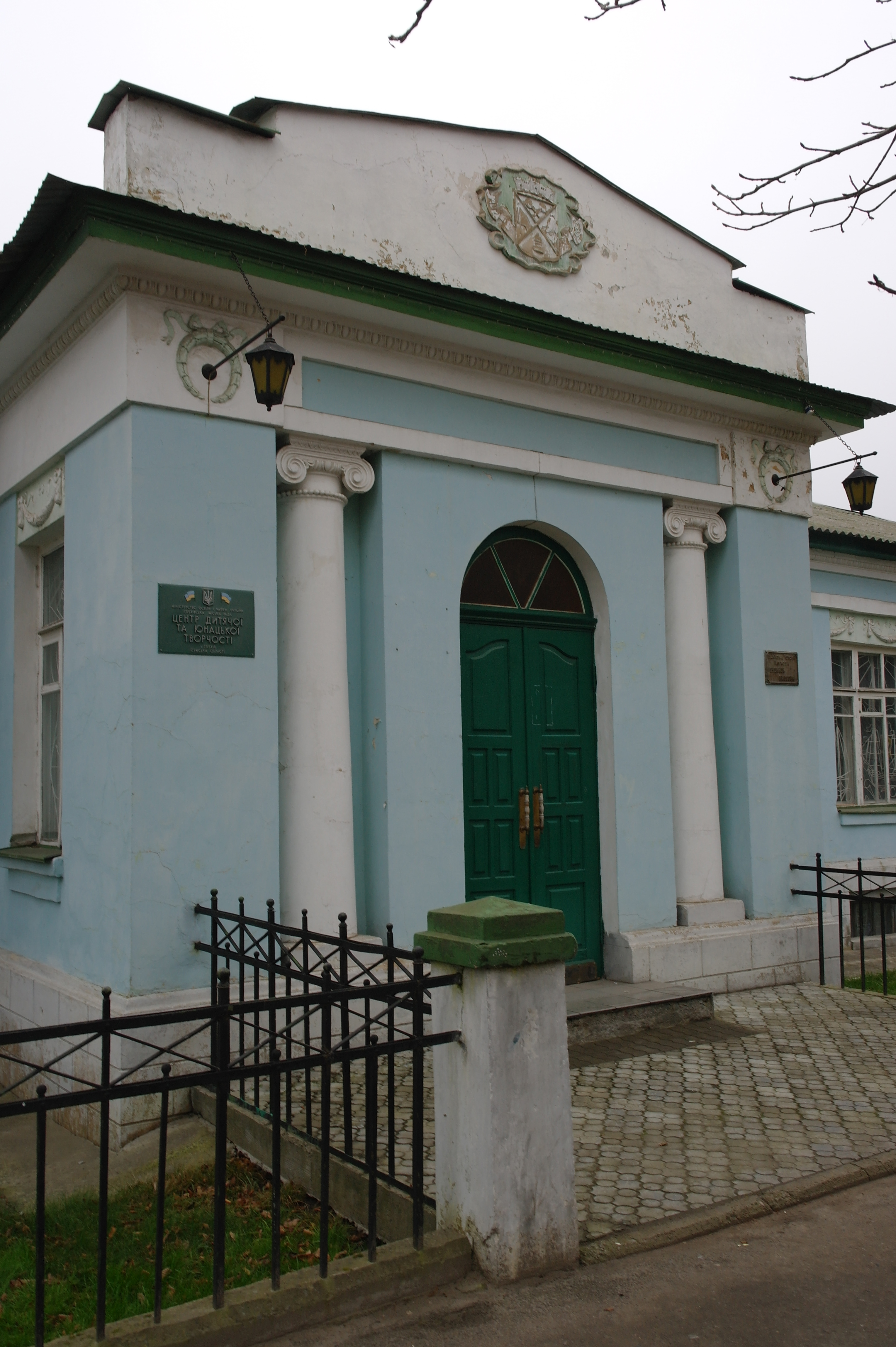
Ризаліт головного входу, вісь якого підкреслює арка, фланкована колонами іонічного ордену в антах.

Автора проєкту не встановлено. Протягом свого існування будинок не зазнав значних перебудов і втрат. Втрачено деякі декоративні деталі (гратки тощо), дещо змінено внутрішнє розпланування. Упродовж радянського періоду будинок займали різні установи
Цей садибний будинок становить історико-архітектурну цінність як один з найпізніших зразків садибного дворянського будівництва в містах.
Одноповерховий будинок поставлено з відступом від червоної лінії вулиці Київської, до якої він звернений чолом. Причілок виходить на червону лінію вулиці Вознесенської. Він не зазнав значних перебудов і трат. Лише було замуровано головний вхід у ризаліті чолового фасаду. Також дещо змінено внутрішнє розпланування та втрачено деякі декоративні деталі. Під час реставрації 1992 року було відновлено головний вхід на чоловому фасаді та відтворено втрачені деталі.
Сам будинок складено з дерев'яного брусу на цегляному напівпідвалі, ззовні стіни обкладені цеглою та потиньковані. Основний абрис плану — прямокутний, з ризалітом на чоловому південному фасаді й двома ризалітами на тильному фасаді. Усі фасади асиметричні, вирішені у вишуканих формах неокласицистичної стилістики з впливом модерну. Центром композиції чола є ризаліт головного входу, вісь якого підкреслює арка, фланкована колонами іонічного ордену в антах. Завершує композицію спрощений антаблемент та ступінчастий аттик над ним. Вікна прямокутні, без облямувань, декоровані рельєфними гірляндами у надвіконних нішах.
На тильному фасаді, який колись виходив у сад, є відкрита тераса із колонадою. Цей фасад композиційно більш розчленований, ніж чоловий.
Внутрішнє розпланування багатокамерне, поєднує риси коридорної та афліадної систем. Перекриття плоскі, по дерев'яних балках. Дах вальмовий, по дерев'яних кроквах, укритий шифером. Опалення первісно було пічним, а нині — водяне.

## Охорона
Будинок виявлено й обстежено В. Вечерським у 1984 році, включено до Зводу пам'яток історії та культури України (том "Сумська область), а 1998 році поставлено на державний облік, як пам'ятку архітектури місцевого значення з охоронним № 351-См.